# ベスト・オブ・ベスト 堀江美都子
『ベスト・オブ・ベスト 堀江美都子』は、「アニソンの女王」堀江美都子のベスト・アルバム。

## 概要
記念すべきデビュー曲「紅三四郎」など数々ヒットのアニメソング。全25曲。

## 収録曲
1. 紅三四郎 [2:44]
  - テレビアニメ『紅三四郎』第2期オープニングテーマ
2. アクビ娘 [2:39]
  - テレビアニメ『ハクション大魔王』エンディングテーマ
3. サザエさんのうた  [2:47]
  - テレビアニメ『サザエさん』オープニングテーマ
4. あかるいサザエさん  [2:24]
  - テレビアニメ『サザエさん』エンディングテーマ
5. 魔法のマコちゃん [2:53]
  - テレビアニメ『魔法のマコちゃん』オープニングテーマ
6. 心のうた [2:45]
  - テレビアニメ『さすらいの太陽』エンディングテーマ
7. けろっこデメタン [3:01]
  - テレビアニメ『けろっこデメタン』オープニングテーマ
8. ぼくらきょうだいてんとう虫 [2:25]
  - テレビアニメ『てんとう虫の歌』オープニングテーマ
9. ジムボタンの歌 [2:39]
  - テレビアニメ『ジムボタン』オープニングテーマ
10. シンドバットのぼうけん [2:19]
  - テレビアニメ『アラビアンナイト シンドバットの冒険』オープニングテーマ
11. ペペロの冒険 [3:15]
  - テレビアニメ『アンデス少年ペペロの冒険』オープニングテーマ
12. キャンディ・キャンディ [3:20]
  - テレビアニメ『キャンディ・キャンディ』オープニングテーマ
13. あしたがすき [3:14]
  - テレビアニメ『キャンディ・キャンディ』エンディングテーマ
14. ボルテスV（ファイブ）の歌 [3:08]
  - テレビアニメ『超電磁マシーン ボルテスV』オープニングテーマ
15. 野球狂の詩 [3:35]
  - テレビアニメ『野球狂の詩』オープニングテーマ
16. 魔女っ子チックル [3:10]
  - テレビアニメ『魔女っ子チックル』オープニングテーマ
17. 花の子ルンルン [2:58]
  - テレビアニメ『花の子ルンルン』オープニングテーマ
18. ダルタニアスの歌 [2:55]
  - テレビアニメ『未来ロボ ダルタニアス』オープニングテーマ
19. ハローララベル [3:42]
  - テレビアニメ『魔法少女ララベル』オープニングテーマ
20. 走れ！ジョリィ [2:18]
  - テレビアニメ『名犬ジョリィ』オープニングテーマ
21. ハロー!サンディベル [3:08]
  - テレビアニメ『ハロー!サンディベル』オープニングテーマ
22. 恋は突然 [3:24]
  - テレビアニメ『愛してナイト』オープニングテーマ
23. 青空っていいな [3:24]
  - テレビアニメ『ドラえもん』エンディングテーマ
24. ひみつのアッコちゃん [2:14]
  - テレビアニメ『ひみつのアッコちゃん』第2作オープニングテーマ
25. グローイング・アップ [3:09]
  - テレビアニメ『私のあしながおじさん』オープニングテーマ